# نيكولاس هيل
نيكولاس هيل (بالإنجليزية: Nicholas Hill) هو سياسي أمريكي، ولد في 1603، وتوفي في 1675.